# Gerónimo Rulli
Pour les articles homonymes, voir Rulli.
Gerónimo Rulli, né le 20 mai 1992 à La Plata en Argentine, est un footballeur international argentin qui évolue au poste de gardien de but à l'Olympique de Marseille.

## Biographie

### Carrière en club

#### Estudiantes de La Plata (2011-2014)
Ayant un père éducateur dans le football, Gerónimo Rulli commence à pratiquer ce sport dans son enfance en tant que gardien de but. Il rejoint le club de sa ville natale (La Plata, en Argentine), l'Estudiantes de La Plata, où il signe pro en 2011. Il possède le statut de troisième gardien derrière Justo Villar et Agustín Silva. Atteint dans son enfance de dysplasie aux deux genoux, il est opéré avec succèes en 2011 et 2012.
C'est pourquoi il ne joue son premier match avec le club que le 9 avril 2013 contre l'Arsenal de Sarandi. À la suite du départ de Justo Villar et à la blessure d'Agustín Silva, il devient gardien titulaire.
En 2013, il enchaîne 588 minutes d'invincibilité, ce qui lui vaut d'être comparé à Thibaut Courtois par les médias. Lors de la saison 2013-2014, il ne manque pas un seul match de son équipe.

#### Real Sociedad (2014-2020)
À la fin de cette saison, Rulli est transféré au club uruguayen du CD Maldonado, et est prêté un mois plus tard à la Real Sociedad. Il joue son premier match avec le club basque le 28 août 2014 dans un match de Ligue Europa contre le FK Krasnodar, et se blesse. À noter qu'Eñaut Zubikarai encaisse 2 buts en 2 minutes après avoir remplacé Rulli.

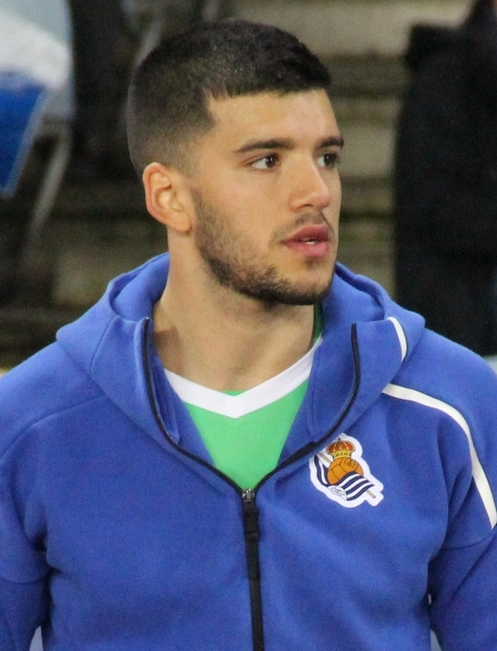
Gerónimo Rulli avec la Real Sociedad en 2018.

Sa blessure l'ayant empêché de rejouer pendant quelques mois, il joue son second match sous les couleurs de la Real Sociedad le 4 décembre 2014 dans un match de Coupe du Roi contre le Real Oviedo. Il fait ses débuts en Liga le 20 décembre 2014 contre Levante.

#### Montpellier HSC (2019-2020)
En août 2019, Rulli se voit dépassé dans la hiérarchie des gardiens de la Real Sociedad et ses perspectives d'y avoir du temps de jeu deviennent nulles. Le club espagnol trouve un accord de prêt avec le club français du Montpellier HSC sans que le joueur soit averti au préalable. L'Argentin refuse initialement de partir avant de s'y résoudre. Le 14 août, il est officiellement prêté au club françaispour une année avec option d'achat estimée à onze millions d'euros. Remplaçant Benjamin Lecomte dans la cage montpelliéraine, il joue son premier match pour le club héraultais le 17 août 2019 contre les Girondins de Bordeaux, en championnat (1-1).
Les performances de Rulli incitent les dirigeants montpelliérains à vouloir le conserver. Cependant, le Montpellier HSC n'a pas les mêmes capacités financières que la Real Sociedad et le président Laurent Nicollin indique en mars 2020 ne pas pouvoir « lever l'option de 11 millions d'euros ». Le 30 juin, l'option d'achat n'étant pas levée, il retourne à la Real Sociedad.

#### Villarreal CF (2020-2023)
Le 4 septembre 2020, il s'engage pour quatre saisons avec le Villarreal CF. Il joue son premier match sous ses nouvelles couleurs le 22 octobre 2020, lors d'une rencontre de Ligue Europa face à Sivasspor, un match que son équipe remporte par cinq buts à trois. En concurrence avec Sergio Asenjo, il ne joue que les matchs de Ligue Europa, l'entraîneur Unai Emery préférant aligner le portier espagnol en championnat.
Le 26 mai 2021, il permet à son équipe de remporter la Ligue Europa 2020-2021 lors de la séance de tirs au but : il réussit le onzième tir de son équipe avant d'arrêter celui de De Gea, gardien de Manchester United. La saison suivante, il est demi-finaliste de la Ligue des champions où il est impliqué dans deux buts encaissés contre Liverpool.

#### Ajax Amsterdam (2023-2024)
En janvier 2023, il quitte le Villarreal CF pour s'engager avec l'Ajax Amsterdam jusqu'en juin 2026. Le montant de l'opération est estimé à 8 millions d'euros + 2 millions d'euros en bonus.
Il joue son premier match pour l'Ajax le 11 janvier 2023, lors d'une rencontre de coupe des Pays-Bas face au FC Den Bosch. Son équipe s'impose par deux buts à zéro.
Sa saison 2023-2024 est perturbée par une blessure à une épaule qui l'écarte des terrains pendant plus de trois mois et lui fait perdre sa place de titulaire.

#### Olympique de Marseille (2024-)
Le 11 août 2024, quelques jours après sa participation au tournoi olympique de Paris avec la sélection argentine, l'Olympique de Marseille annonce l'engagement de Gerónimo Rulli jusqu'en 2027 contre une indemnité de transfert estimée à quatre millions d'euros. Il s'illustre dès la 9e minute de son premier match officiel avec Marseille, en arrêtant un penalty à Brest lors de la 1re journée de Ligue 1, alors que Marseille menait 1-0. C'est une première en Ligue 1 pour un gardien marseillais, depuis Yohann Pelé le 14 décembre 2019 contre le FC Metz. Il récidive lors de la 5e journée de Ligue 1 à Lyon, en repoussant un pénalty d'Alexandre Lacazette juste avant la mi-temps, permettant à l'OM de s'imposer 3-2. Le 11 janvier 2025 contre Rennes, il devient le premier gardien à arrêter 3 penalties consécutifs en Ligue 1 depuis Predrag Rajkovic avec Reims en 2019-2020. Rulli, auteur d'une première moitié de saison réussie, se distingue également par son aptitude à initier le jeu de son équipe.

### Carrière internationale
Le 20 mars 2015, il est convoqué avec la sélection argentine pour jouer les matchs contre le Salvador et l'Équateur. Il est souvent convoqué en équipe nationale où il occupe le poste de troisième gardien.
Il honore sa première sélection avec l'Argentine le 8 septembre 2018, lors d'un match amical face au Guatemala. Il garde sa cage inviolée et son équipe s'impose par trois buts à zéro.
Le 11 novembre 2022, il est sélectionné par Lionel Scaloni pour participer à la Coupe du monde 2022 en compagnie d'Emiliano Martínez et Franco Armani. Il ne prend part à aucun match, mais comme l'Argentine remporte la compétition il devient champion du monde.
Le 2 août 2024, il fait partie de l'équipe argentine éliminée 1-0 par la France en quart de finale du tournoi olympique de Paris.

## Statistiques

### En club
| Saison                | Club                    | Championnat           | Championnat | Championnat | Coupe(s) nationale(s) | Coupe(s) nationale(s) | Compétition(s) continentale(s) | Compétition(s) continentale(s) | Compétition(s) continentale(s) | Total | Total |
| Saison                | Club                    | Division              | M.          | B.          | M.                    | B.                    | Comp.                          | M.                             | B.                             | M.    | B.    |
| 2012-2013             | Estudiantes de La Plata | Primera División      | 12          | 0           | 3                     | 0                     | -                              | -                              | -                              | 15    | 0     |
| 2013-2014             | Estudiantes de La Plata | Primera División      | 38          | 0           | -                     | -                     | -                              | -                              | -                              | 38    | 0     |
| Sous-total            | Sous-total              | Sous-total            | 50          | 0           | 3                     | 0                     | -                              | -                              | -                              | 53    | 0     |
| 2014-2015             | Real Sociedad (prêt)    | Liga                  | 22          | 0           | 3                     | 0                     | C3                             | 1                              | 0                              | 26    | 0     |
| 2015-2016             | Real Sociedad (prêt)    | Liga                  | 36          | 0           | 1                     | 0                     | -                              | -                              | -                              | 37    | 0     |
| 2016-2017             | Real Sociedad (prêt)    | Liga                  | 38          | 0           | 6                     | 0                     | -                              | -                              | -                              | 44    | 0     |
| 2017-2018             | Real Sociedad           | Liga                  | 26          | 0           | 0                     | 0                     | C3                             | 8                              | 0                              | 34    | 0     |
| 2018-2019             | Real Sociedad           | Liga                  | 27          | 0           | 2                     | 0                     | -                              | -                              | -                              | 29    | 0     |
| Sous-total            | Sous-total              | Sous-total            | 149         | 0           | 12                    | 0                     | -                              | 9                              | 0                              | 170   | 0     |
| 2019-2020             | Montpellier HSC (prêt)  | Ligue 1               | 28          | 0           | -                     | -                     | -                              | -                              | -                              | 28    | 0     |
| 2020-2021             | Villarreal CF           | Liga                  | 2           | 0           | 5                     | 0                     | C3                             | 13                             | 0                              | 20    | 0     |
| 2021-2022             | Villarreal CF           | Liga                  | 32          | 0           | 2                     | 0                     | C1                             | 12                             | 0                              | 46    | 0     |
| 2022-2023             | Villarreal CF           | Liga                  | 14          | 0           | 0                     | 0                     | C4                             | 0                              | 0                              | 14    | 0     |
| Sous-total            | Sous-total              | Sous-total            | 48          | 0           | 7                     | 0                     | -                              | 25                             | 0                              | 80    | 0     |
| 2022-2023             | Ajax Amsterdam          | Eredivisie            | 19          | 0           | 4                     | 0                     | C3                             | 2                              | 0                              | 25    | 0     |
| 2023-2024             | Ajax Amsterdam          | Eredivisie            | 7           | 0           | -                     | -                     | C3+C4                          | 0                              | 0                              | 7     | 0     |
| Sous-total            | Sous-total              | Sous-total            | 26          | 0           | 4                     | 0                     | -                              | 2                              | 0                              | 32    | 0     |
| 2024-2025             | Olympique de Marseille  | Ligue 1               | 34          | 0           | -                     | -                     | -                              | -                              | -                              | 34    | 0     |
| 2025-2026             | Olympique de Marseille  | Ligue 1               | 1           | 0           | -                     | -                     | C1                             | -                              | -                              | 1     | 0     |
| Sous-total            | Sous-total              | Sous-total            | 35          | 0           | -                     | -                     | -                              | -                              | -                              | 35    | 0     |
| Total sur la carrière | Total sur la carrière   | Total sur la carrière | 336         | 0           | 26                    | 0                     | -                              | 36                             | 0                              | 398   | 0     |

### En sélection nationale
| Saison                | Sélection             | Phases finales        | Phases finales | Phases finales | Éliminatoires CDM | Éliminatoires CDM | Matchs amicaux | Matchs amicaux | Total | Total |
| Saison                | Sélection             | Compétition           | M              | B              | M                 | B                 | M              | B              | M     | B     |
| --------------------- | --------------------- | --------------------- | -------------- | -------------- | ----------------- | ----------------- | -------------- | -------------- | ----- | ----- |
| 2014-2015             | Argentine             | -                     | -              | -              | -                 | -                 | 0              | 0              | 0     | 0     |
| 2015-2016             | Argentine             | -                     | -              | -              | 0                 | 0                 | -              | -              | 0     | 0     |
| 2016-2017             | Argentine             | -                     | -              | -              | 0                 | 0                 | 0              | 0              | 0     | 0     |
| 2017-2018             | Argentine             | -                     | -              | -              | 0                 | 0                 | -              | -              | 0     | 0     |
| 2018-2019             | Argentine             | -                     | -              | -              | -                 | -                 | 2              | 0              | 2     | 0     |
| 2021-2022             | Argentine             | Finalissima 2022      | 0              | 0              | 1                 | 0                 | 0              | 0              | 1     | 0     |
| 2022-2023             | Argentine             | Coupe du monde 2022   | 0              | 0              | -                 | -                 | 1              | 0              | 1     | 0     |
| 2023-2024             | Argentine             | Copa América 2024     | 0              | 0              | -                 | -                 | 0              | 0              | 0     | 0     |
| 2024-2025             | Argentine             | -                     | -              | -              | 2                 | 0                 | -              | -              | 2     | 0     |
| Total sur la carrière | Total sur la carrière | Total sur la carrière | 0              | 0              | 3                 | 0                 | 3              | 0              | 6     | 0     |

## Palmarès

### En club
| Villarreal CF (1)                                                              | Ajax Amsterdam                            | Olympique de Marseille             |
| ------------------------------------------------------------------------------ | ----------------------------------------- | ---------------------------------- |
| - Ligue Europa (1) : - Vainqueur : 2021 - Supercoupe UEFA : - Finaliste : 2021 | - Coupe des Pays-Bas : - Finaliste : 2023 | - Ligue 1 : - Vice-champion : 2025 |

### En sélection nationale
| Argentine (3) : |
| --- |
| - Coupe du monde (1) : - Vainqueur : 2022 - Copa America (1) : - Vainqueur : 2024 - Finalissima (1) : - Vainqueur : 2022 |

### Distinctions personnelles
Sous les couleurs de l'Olympique de Marseille, il est élu Olympien du mois à quatre reprises en septembre, octobre et novembre 2024 ainsi qu'en janvier 2025.